# Хасан Акесбі
Хасан Акесбі (араб. حسن أقصبي, 5 грудня 1934, Танжер — 9 листопада 2024, Рабат) — марокканський футболіст, що грав на позиції нападника. Найбільш відомий за виступами в складі клубу «Нім-Олімпік», а також національну збірну Марокко.

## Клубна кар'єра
У професійному футболі Хасан Акесбі дебютував 1952 року виступами за команду ФЮС (Рабат), в якій грав до 1955 року. У 1955 році футболіст перейшов до французького клубу «Нім-Олімпік», у якому грав до 1961 року. У складі «Нім-Олімпіка» Акесбі був одним з головних бомбардирів команди, відзначившись 119 забитими голами в 204 проведених матчах за клуб. У 1961 році марокканський нападник перейшов до іншого французького клубу «Реймс», де також відзначався високою результативністю, відзначившись 46 забитими голами в 66 проведених матчах за клуб. У 1963 році футболіст перейшов до клубу «Монако», проте за короткий час повернувся до «Реймса», але високою результативністю вже не візначався.
У 1965 році Акесбі повернувся до клубу ФЮС, у складі якого завершив виступи на футбольних полях у 1971 році.

## Виступи за збірну
У 1960 році Хасан Акесбі дебютував у складі національної збірної Марокко. У складі збірної Акесбі грав до 1970 року.
Помер Хасан Акесбі 9 листопада 2024 року на 90-му році життя у місті Рабат.